# Nagendra Prasad Rijal
Nagendra Prasad Rijal (język nepalski  नगेन्द्रप्रसाद रिजाल; ur. 1927, zm. 1994) – nepalski polityk, kilkakrotny minister i dwukrotny premier Nepalu.